# Resolució 1750 del Consell de Seguretat de les Nacions Unides
La Resolució 1750 del Consell de Seguretat de les Nacions Unides fou adoptada per unanimitat el 30 de març de 2007. Després de recordar totes les resolucions anteriors sobre la situació a Libèria i Àfrica Occidental, en particular les resolucions 1509 (2003), 1667 (2006) i 1694 (2006), el Consell va ampliar el mandat de la Missió de les Nacions Unides a Libèria (UNMIL) durant sis mesos fins al 30 de setembre de 2007, alhora que demana al Secretari General que presenti un pla detallat de desistiment per a l'operació no més tard de 45 dies abans del venciment del mandat.
El Consell també va decidir incloure un element addicional al mandat de la UNMIL, proporcionant suport i seguretat administrativa i relacionada amb les activitats realitzades a Libèria pel Tribunal Especial per a Sierra Leone. Aquestes activitats es durien a terme de manera reemborsable i amb el consentiment del Govern de Libèria.